# Félix Delep
Félix Delep est un dessinateur de bande dessinée français né le 26 avril 1993[Où ?]. Il accède à la notoriété avec Le Château des animaux, série publiée à partir de 2018.

## Biographie
Félix Delep passe un bac scientifique puis reste un an à l'Atelier de Sèvres avant d'intégrer l'école Émile-Cohl[Quand ?]. Alors qu'il se trouve en dernière année et envisage de devenir peintre, sa rencontre avec Lewis Trondheim (qui enseigne à Émile-Cohl) conduit Delep à publier quelques pages de bande dessinée animalière dans Spirou. Ce travail est repéré par Xavier Dorison, qui propose à Delep de dessiner Le Château des animaux, série de bande dessinée animalière inspirée de La Ferme des animaux de George Orwell.
La série, prévue en quatre volumes, remporte un certain succès public : en janvier 2021, les ventes de la série totalisent 150 000 exemplaires et le premier volume figure dans la sélection officielle au festival d'Angoulême 2020. En parallèle de la série sont publiées les Gazettes.
L'artiste emploie l'informatique pour les planches du Château des animaux mais prévoit de réaliser le troisième tome, prévu pour 2022, au dessin traditionnel à la suite de la découverte des œuvres de Naoki Urasawa.

### Vie personnelle
Félix Delep est le frère cadet du violoncelliste Bruno Delepelaire.

## Œuvres
- Le Château des animaux, scénario de Xavier Dorison, Casterman, 2018 - ...